# Rafi Eitan
Rafael «Rafi» Eitan (en hebreo: רפי איתן‎; Ein Harod, 23 de noviembre de 1926-Tel Aviv, 23 de marzo de 2019) fue un político israelí que formó parte de la comunidad de inteligencia de Israel.

## Biografía
Eitan dirigió el partido Gil y fue ministro de Asuntos de los Pensionados de Israel. 
Fue asesor sobre terrorismo del primer ministro Menachem Begin y coordinador jefe entre el Shin Bet y el Mosad, cargo en el cual lideró en 1962 la operación que condujo a la captura de Adolf Eichmann en Buenos Aires en 1962. También fue responsable de inteligencia y parte de la planificación de la Operación Ópera (bombardeo del reactor iraquí Osirak).
En 1981 fue nombrado director de la Oficina de Relaciones Científicas (Lekem), entonces ya operando como agencia de inteligencia dedicada a la recolección de información técnica y científica (aunque, a diferencia del Mosad, Aman y Shin Bet, oficialmente no formaba parte de la comunidad de inteligencia de Israel). Es en este cargo ganó su notoriedad por dirigir las operaciones de Jonathan Pollard, analista de la Marina estadounidense detenido en 1985 y encarcelado en Estados Unidos durante 30 años por espionaje para Israel. Bajo intensas críticas dentro y fuera de Israel, Eitan asumió su responsabilidad y presentó su dimisión respecto al asunto Jonathan Pollard, propiciando el fin de Lekem.
Entre 1985 y 1993, fue director de una empresa de productos químicos del gobierno, la que se amplió bajo su dirección.
Rafi Eitan fue asesor del gobierno colombiano de Virgilio Barco (1986-1990), a quien supuestamente le habría sugerido el acabar con la Unión Patriótica.
Después de 1993, se convirtió en un hombre de negocios, observó actividades agrícolas a gran escala y realizó construcciones en Cuba.
Murió en Tel Aviv el 23 de marzo de 2019.